# Coppa Italia (rugby a 15)
La Coppa Italia è la coppa nazionale italiana di rugby a 15 ed è organizzata dalla Federazione Italiana Rugby.
Essa è il secondo titolo italiano per club per importanza, seconda soltanto allo scudetto assegnato dal campionato nazionale di prima divisione, attualmente TOP10, al quale si svolge parallelamente durante il corso della stagione sportiva.
Come Coppa Italia, la sua prima edizione si tenne nella stagione 1966-67 quando fu vinta dal CUS Roma. Essa si svolse regolarmente fino alla stagione 1972-73, prima di essere soppressa e non più disputata fino all'inizio degli anni ottanta, quando si tennero, però, soltanto due edizioni, la 1980-81 e la 1981-82, prima di una nuova sospensione fino al 1994. Si fece in tempo a disputare solamente la 10ª edizione, prima di un'interruzione di tre anni, dopo la quale, il torneo venne disputato regolarmente, fatta eccezione per l'edizione 2001-02.
Nel corso degli anni ebbe diverse formule e nel periodo 2002-2009 fu organizzata dalla Lega Italiana Rugby d'Eccellenza, l'organismo professionistico che riuniva i club partecipanti al Super 10.
Dall'edizione 2010-11, con il nome di Trofeo Eccellenza prima, e da quella 2018-19, con nuovamente quello di Coppa Italia poi, la rinnovata competizione si tenne tra le squadre di prima divisione del campionato italiano di rugby a 15 che non presero parte alle manifestazioni internazionali dell'European Professional Club Rugby fino a tutto il 2019-20.
Dal 2020-21 la Coppa tornò ad essere contesa fra tutte le squadre partecipanti al massimo campionato italiano.
Per la  stagione 2023-24 la competizione viene sostituita dalla Serie A Élite Cup, per tornare, a partire dalla stagione 2024-25,  alla denominazione di Coppa Italia con un nuovo formato.

## Albo d'oro
| Edizione | Edizione  | Vincitore  |     |
| -------- | --------- | ---------- | --- |
| 1        | 1966-67   | CUS Roma   |     |
| 2        | 1967-68   | Fiamme Oro |     |
| 3        | 1968-69   | Fiamme Oro |     |
| 4        | 1969-70   | Treviso    |     |
| 5        | 1970-71   | Fiamme Oro |     |
| 6        | 1971-72   | Fiamme Oro |     |
| 7        | 1972-73   | L’Aquila   |     |
| 1973-80  | 1973-80   | N/D        | N/D |
| 8        | 1980-81   | L’Aquila   |     |
| 9        | 1981-82   | Petrarca   |     |
| 1982-94  | 1982-94   | N/D        | N/D |
| 10       | 1994-95   | Milan      |     |
| 1995-97  | 1995-97   | N/D        | N/D |
| 11       | 1997-98   | Benetton   |     |
| 12       | 1998-99   | Rugby Roma |     |
| 13       | 1999-2000 | Viadana    |     |

| Edizione | Edizione | Vincitore  |
| -------- | -------- | ---------- |
| 14       | 2000-01  | Petrarca   |
| 2001-02  | 2001-02  | N/D        |
| 15       | 2002-03  | Viadana    |
| 16       | 2003-04  | Calvisano  |
| 17       | 2004-05  | Benetton   |
| 18       | 2005-06  | Parma      |
| 19       | 2006-07  | Viadana    |
| 20       | 2007-08  | Parma      |
| 21       | 2008-09  | Parma      |
| 22       | 2009-10  | Benetton   |
| 23       | 2010-11  | Rugby Roma |
| 24       | 2011-12  | Calvisano  |
| 25       | 2012-13  | Viadana    |
| 26       | 2013-14  | Fiamme Oro |
| 27       | 2014-15  | Calvisano  |
| 28       | 2015-16  | Viadana    |

| Edizione | Edizione | Vincitore |     |
| -------- | -------- | --------- | --- |
| 29       | 2016-17  | Viadana   |     |
| 30       | 2017-18  | San Donà  |     |
| 31       | 2018-19  | Valorugby |     |
| 32       | 2019-20  | Rovigo    |     |
| 33       | 2020-21  | N/A       | N/A |
| 34       | 2021-22  | Petrarca  |     |
| 35       | 2022-23  | Petrarca  |     |
| 36       | 2023-24  | Mogliano  |     |
| 37       | 2024-25  | Rovigo    |     |

### Risultati delle finali
| Nome              | Stagione  | Incontro                          | Risultato                         |
| ----------------- | --------- | --------------------------------- | --------------------------------- |
| Coppa Italia      | 1966-67   | CUS Roma ‒ CUS Torino             | 15-3                              |
| Coppa Italia      | 1967-68   | Fiamme Oro ‒ Partenope            | 16-0                              |
| Coppa Italia      | 1968-69   | Fiamme Oro ‒ Bologna              | 12-3                              |
| Coppa Italia      | 1969-70   | Treviso ‒ Amatori Catania         | 27-3                              |
| Coppa Italia      | 1970-71   | Fiamme Oro ‒ Rugby Roma           | 9-6                               |
| Coppa Italia      | 1971-72   | Fiamme Oro ‒ CUS Genova           | 26-12                             |
| Coppa Italia      | 1972-73   | L’Aquila ‒ Treviso                | 13-6                              |
| 1973-80           | 1973-80   | Non disputata                     | Non disputata                     |
| Coppa Italia      | 1980-81   | L’Aquila ‒ Petrarca               | 25-22                             |
| Coppa Italia      | 1981-82   | Petrarca ‒ L’Aquila               | 12-9                              |
| 1982-94           | 1982-94   | Non disputata                     | Non disputata                     |
| Coppa Italia      | 1994-95   | Milan ‒ Benetton                  | 27-17                             |
| 1995-97           | 1995-97   | Non disputata                     | Non disputata                     |
| Coppa Italia      | 1997-98   | Benetton ‒ Rovigo                 | 21-16                             |
| Coppa Italia      | 1998-99   | Rugby Roma ‒ Amat. & Calvisano    | 25-20                             |
| Coppa Italia      | 1999-2000 | Viadana ‒ Piacenza                | 32-14                             |
| Coppa Italia      | 2000-01   | Petrarca ‒ GRAN Parma             | 27-11                             |
| 2001-02           | 2001-02   | Non disputata                     | Non disputata                     |
| Coppa Italia      | 2002-03   | Viadana ‒ Calvisano               | 25-18                             |
| Coppa Italia      | 2003-04   | Calvisano ‒ Viadana               | 21-8                              |
| Coppa Italia      | 2004-05   | Benetton ‒ Viadana                | 28-24                             |
| Coppa Italia      | 2005-06   | Parma ‒ Rovigo                    | 28-13                             |
| Coppa Italia      | 2006-07   | Viadana ‒ Calvisano               | 16-9                              |
| Coppa Italia      | 2007-08   | Parma ‒ Petrarca                  | 32-10                             |
| Coppa Italia      | 2008-09   | Parma ‒ Veneziamestre             | 20-18                             |
| Coppa Italia      | 2009-10   | Benetton ‒ Petrarca               | 9-8                               |
| Trofeo Eccellenza | 2010-11   | Rugby Roma ‒ Mogliano             | 33-12                             |
| Trofeo Eccellenza | 2011-12   | Calvisano ‒ S.S. Lazio            | 30-23                             |
| Trofeo Eccellenza | 2012-13   | Viadana ‒ S.S. Lazio              | 25-21                             |
| Trofeo Eccellenza | 2013-14   | Fiamme Oro ‒ Rovigo               | 26-25                             |
| Trofeo Eccellenza | 2014-15   | Calvisano ‒ Mogliano              | 28-11                             |
| Trofeo Eccellenza | 2015-16   | Viadana ‒ Petrarca                | 22-15                             |
| Trofeo Eccellenza | 2016-17   | Viadana ‒ Fiamme Oro              | 27-20                             |
| Trofeo Eccellenza | 2017-18   | San Donà ‒ Fiamme Oro             | 24-0                              |
| Coppa Italia      | 2018-19   | Valorugby ‒ Valsugana             | 32-10                             |
| Coppa Italia      | 2019-20   | Rovigo ‒ Petrarca                 | 10-3                              |
| Coppa Italia      | 2020-21   | Annullata                         | Annullata                         |
| Coppa Italia      | 2021-22   | Petrarca ‒ Fiamme Oro             | 23-11                             |
| Coppa Italia      | 2022-23   | Petrarca ‒ Valorugby              | 51-42                             |
| Serie A Élite Cup | 2023-24   | Mogliano vincitore a girone unico | Mogliano vincitore a girone unico |
| Coppa Italia      | 2024-25   | Rovigo ‒ Fiamme Oro               | 28-24                             |

## Vittorie per club
| Club            | Vittorie | Finalista |
| --------------- | -------- | --------- |
| Viadana         | 6        | 2         |
| Fiamme Oro      | 5        | 4         |
| Petrarca        | 4        | 5         |
| Benetton        | 4        | 2         |
| Calvisano       | 3        | 3         |
| Parma           | 3        | 0         |
| L’Aquila        | 2        | 1         |
| Rugby Roma      | 2        | 1         |
| Rovigo          | 2        | 3         |
| Mogliano        | 1        | 2         |
| Valorugby       | 1        | 1         |
| Milan           | 1        | 0         |
| San Donà        | 1        | 0         |
| CUS Roma        | 1        | 0         |
| S.S. Lazio      | 0        | 2         |
| CUS Torino      | 0        | 1         |
| Partenope       | 0        | 1         |
| Bologna         | 0        | 1         |
| Amatori Catania | 0        | 1         |
| CUS Genova      | 0        | 1         |
| Piacenza        | 0        | 1         |
| GRAN Parma      | 0        | 1         |
| Veneziamestre   | 0        | 1         |
| Valsugana       | 0        | 1         |